# Steve Tesich
Steve Tesich, właśc. Stojan Steve Tesich (srb. Стојан Стив Тешић, Stojan Stiv Tešić, ur. 29 września 1942 w Užicach w ówczesnej Jugosławii, zm. 1 lipca 1996 w Sydney w Kanadzie) – amerykański scenarzysta filmowy i telewizyjny, dramaturg i powieściopisarz pochodzenia serbskiego. Zdobywca Oscara za najlepszy scenariusz oryginalny. Uważany za twórcę terminu postprawda (post-truth).

## Życie i twórczość
Stojan urodził się jako drugie dziecko na terenie okupowanej przez niemiecką armię Jugosławii. Jego rodzice Goya i Radishe mieli już starszą córkę, Nadję. Jego ojciec, Radishe, był zawodowym żołnierzem i przeciwnikiem dojścia do władzy marszałka Tito. Został uznany za zaginionego w czasie wojny. Pomimo tego, dzieciństwo Tesicha było szczęśliwe. Spędzał wolny czas na zabawie na ulicach, a wakacje w kamiennym młynie dziadka u podnóża góry Tara w Popovich.
Tesich wcześnie rozwinął pasję opowiadania historii, do czego zachęcała go matka, która sama była znakomitym gawędziarzem. Ich tematem często był jego zaginiony ojciec.
W 1955 Radishe Tesich pojawił się w Anglii wraz z członkami jugosłowiańskiego rządu na wygnaniu po ucieczce z nazistowskiego więzienia. Skontaktował się z rodziną i poprosił, by do niego dołączyli w Anglii. Rodzina miała jednak inne plany. Jak wspominał później Steve Tesich: „Wszyscy chcieliśmy pojechać do Stanów Zjednoczonych”. Procedury emigracyjne i biurokracja zajęły kolejne dwa lata.
Steve, jego matka i siostra pojechali pociągiem na wybrzeże. Tam wsiedli na pokład statku pasażerskiego, który wyruszył w transatlantycką podróż do Ameryki. Ostatecznie w 1957 cała rodzina spotkała się w East Chicago, w stanie Indiana. Wybór East Chicago jako nowego domu rodziny był podyktowany koniecznością. Ojciec Steve'a przybył do Ameryki przed resztą rodziny i znalazł tam pracę jako maszynista.
Spotkanie rodzinne nie było do końca szczęśliwe. Matka, zajmująca się do tej pory samotnie dziećmi, nie chciała oddać mężowi pozycji głowy rodziny. Starszy Tesich, intelektualista, znający kilka języków i przedkładający czytanie słowników nad zawieranie przyjaźni, czuł, że praca fizyczna, do której był zmuszony w East Chicago, jest poniżej jego godności. W 1960 r. Rade Tesich zmarł na guza mózgu. Po jego śmierci Goya Tesich podjęła pracę jako pokojówka w hotelu i sprzątaczka, zmuszając Steve'a do radzenia sobie samemu. 
Tesich szybko nauczył się angielskiego. Ukończył szkołę średnią, a po zdobyciu stypendium zapaśniczego na Uniwersytecie Indiany w Bloomington, kontynuował tu naukę specjalizując się w literaturze rosyjskiej. W czasie studiów został członkiem bractwa Phi Beta Kappa i wygrał wyścig rowerowy Little 500. Studia ukończył w 1965 roku.
Po otrzymaniu stypendium na Uniwersytecie Columbia, Tesich przeniósł się do Nowego Jorku, aby studiować literaturę rosyjską. Planował karierę pracownika naukowego. Z biegiem czasu zaczął myśleć o zostaniu pisarzem, a studia literackie uzupełnił zajęciami z pisania. Poznał też Rebeccę Fletcher, która zachęcała go do kariery pisarskiej. Tesich ukończył studia na Uniwersytecie Columbia z tytułem magistra w dziedzinie języka rosyjskiego w 1967, porzucił jednak studia doktoranckie. 24 maja 1971 ożenił się z Rebeccą Fletcher, a w 1988 urodziła im się córka Amy.
Po ukończeniu studiów przez krótki czas pracował jako kurator w brooklyńskim Departamencie Opieki Społecznej, próbując jednocześnie swoich sił w pisaniu powieści i scenariuszy. 
W 1970 American Place Theatre zgodził się wystawić sztukę The Carpenters. Przez następne osiem lat aktywnie wspierał jego twórczość dramatopisarską, wystawiając kilka jego sztuk. Największy sukces odniosła sztuka Baba Goya (później nazwana Nourish the Beast), która w 1973 roku zdobyła nagrodę Drama Desk.
W tym czasie Tesich pisał również scenariusze filmowe, ale bez powodzenia. Zwrotnym punktem w jego karierze była współpraca z reżyserem Peterem Yatesem. Zaproponował Tesichowi, by połączył dwa swoje scenariusze - jeden o czterech mieszkańcach miasteczka uniwersyteckiego, drugi o wyścigu rowerowym Little 500. W rezultacie powstał wielokrotnie nagradzany film Uciekać, który uczynił Tesicha jednym z najważniejszych amerykańskich scenarzystów. Do teatru powrócił w 1980 farsą polityczną Division Street. Sztuka została wystawiona po raz pierwszy w Los Angeles w Mark Taper Forum, gdzie odniosła ogromny sukces. Następnie stała się jego pierwszą produkcją na Broadwayu, gdzie została oceniona negatywnie przez nowojorskich krytyków i zdjęta ze sceny po zaledwie 21 wystawieniach.
Tesich nie wrócił do teatru aż do 1989. W tym czasie poświęcił się filmowi. Nakręcono pięć jego scenariuszy i choć jego twórczość nigdy nie osiągnęła takiego uznania czy rozgłosu jak jego debiut, wiele z nich odniosło sukces, m.in. Naoczny świadek (1981) i adaptacja powieści Johna Irvinga Świat według Garpa (1982). Napisał również własną powieść Summer Crossing (1982). W 1989 roku Tesich publikuje dwie nowe sztuki The Speed of Darkness i Square One, które przedstawiają nową wizję Tesicha na temat jego przybranej ojczyzny. Był już coraz bardziej rozczarowany Ameryką ery Reagana i Busha, a jego żartobliwy humor został zastąpiony ponurym gniewem, gdy zgłębiał tematy egoizmu i utraty tożsamości narodowej. Jego ostatnia sztuka, Arts and Leisure, która została wystawiona na Off-Broadwayu na krótko przed śmiercią, przedstawia postać krytyka teatralnego. Praca tego krytyka, jak twierdzi Tesich, zachęca Amerykanów do bierności w obliczu przemocy i tragedii, ponieważ uczy ludzi, by zachowywali się jak krytycy teatralni.
Zmarł 1 lipca 1996 na atak serca.

## Postprawda
Oxford Dictionaries definiuje postprawdę jako „okoliczności, w których obiektywne fakty mają mniejszy wpływ na kształtowanie opinii publicznej niż odwołania do emocji i osobistych przekonań”. Przypisuje Tesichowi pierwsze użycie tego słowa w tym właśnie znaczeniu.  Zastanawiając się nad skandalem Iran-Contras i wojną w Zatoce Perskiej, Tesich ubolewał, że „my, jako wolni ludzie, dobrowolnie zdecydowaliśmy, że chcemy żyć w świecie postprawdy”. Ralph Keyes, autor książki The Post-Truth Era (2004), również twierdzi, że po raz pierwszy spotkał się z tym terminem w eseju Nation z 1992 autorstwa Tesicha. 
Post-prawda była Słowem Roku 2016.

## Nagrody i wyróżnienia
- 1973 – Baba Goya (Nourish the Beast), Drama Desk Award for Most Promising Playwright[7]
- 1979 – Uciekać[10]
  - Oscar za najlepszy scenariusz oryginalny
  - National Society of Film Critics Award, Best Screenplay
  - New York Film Critics Circle Award, Best Screenplay
  - Writers Guild of America Award, Best-Written Comedy Written Directly for the Screen[7]
  - Screenwriter of the Year, ALFS Award from the London Critics Circle Film Awards, 1981
- nominacja do Złotego Globu za najlepszy scenariusz.

W 2005 serbski Minister Religii i Diaspory ustanowił doroczną nagrodę Stojan—Steve Tešić Award dla najlepszych pisarzy pochodzenia serbskiego tworzących w obcych językach.

## Scenariusze

### Filmowe
- Uciekać (Breaking Away, 1979) – inny polski tytuł Odskok
- Naoczny świadek (Eyewitness, 1981)
- Four Friends (1981)
- Świat według Garpa (The World According to Garp, 1982) – na podstawie powieści pod tym samym tytułem autorstwa Johna Irvinga
- American Flyers (1985)
- Eleni (1985)

### Telewizyjne
- The Carpenters, 1973
- Nourish the Beast, 1974
- Apple Pie, serial telewizyjny, 1978
- Breaking Away, serial telewizyjny, 1980-1981
- Bob Fosse's Steam Heat, 1990[7]

## Sztuki teatralne
- The Carpenters, 1970
- Lake of the Woods, 1971
- Nourish the Beast, początkowo pod tytułem Baba Goya, 1973
- Gorky, 1975
- Passing Game, 1977
- Touching Bottom, 1978
- Division Street, 1980
- The Speed Of Darkness, 1989
- Square One, 1990
- The Road, 1990
- Baptismal, 1990
- On the Open Road, 1992
- Arts and Leisure, 1996

## Książki
- Summer Crossing (1982)
- Karoo (1996, wydana pośmiertnie w 1998) – znalazła się na liście Notable Books of 1998[11]